# Millennium (serial TV)
Millennium este un serial de televiziune american creat de Chris Carter, creator și al serialului Dosarele X. Millennium a fost difuzat inițial pe Fox Network în perioada 1996 - 1999. Serialul a fost filmat în Vancouver, Columbia Britanică, deși cele mai multe episoade au acțiunea stabilită în mod ostentativ în zona orașului Seattle, Washington. Coloana sonoră a fost compusă de Mark Snow, cel care a creat coloana sonoră a serialului Dosarele X.
Serialul are loc în perioada anilor de dinainte de 2000 și prezintă investigațiile unui fost agent FBI, Frank Black (Lance Henriksen), un consultant juridic care are abilitatea să pătrundă în mintea criminalilor. Frank Black lucrează pentru un grup misterios numit Grupul Millennium care îi pune la dispoziție toate resursele sale pentru rezolvarea crimelor.
Serialul a atras un grad ridicat de laude din partea criticilor, câștigând un premiu People's Choice pentru „Noul serial TV dramatic preferat” în primul său an.

## Rezumat
Millennium îl prezintă pe Frank Black, un expert criminalist independent și fost agent FBI, cu o capacitate unică de a vedea lumea prin ochii ucigașilor și criminalilor în serie, deși el spune că nu are puteri psihice. Black a lucrat pentru misteriosul Grup Millennium, a cărui putere și agendă sinistră au fost explorate de-a lungul seriei.
Black locuiește în Seattle cu soția sa Catherine și fiica Jordan. S-a dezvăluit că Jordan a moștenit într-o anumită măsură din „cadoul” tatălui ei, sugerând că abilitățile lui Frank ar putea fi cel puțin parțial psihice, deoarece cele ale lui Jordan sunt în mod clar naturale, nu învățate.
Primul sezon îl prezintă în primul rând de Black urmărind diverși ucigași în serie și alți criminali, cu referiri doar ocazionale la adevăratul scop al Grupului. Al doilea sezon a introdus mai multe evenimente supranaturale în mitologia serialului, Frank intrând adesea în conflict cu forțe care păreau a fi de natură apocaliptică sau demonică. Ultimul sezon îl prezintă pe Frank revenind la Washington, D.C., pentru a lucra cu FBI, după moartea soției sale din cauza grupului. Lui i s-a alăturat o nouă parteneră, Emma Hollis. În ciuda avertismentelor lui Frank și a ceea ce ea însăși a observat, Emma s-a alăturat în cele din urmă grupului. Frank a fost văzut ultima oară scăpând din Washington, după ce a luat-o pe Jordan de la școală.
După anularea serialului, episodul crossover „Millennium” a fost realizat pentru serialul de televiziune Dosarele X (sezonul 7, episodul 4), ca final de facto pentru povestea lui Frank Black.

## Distribuție

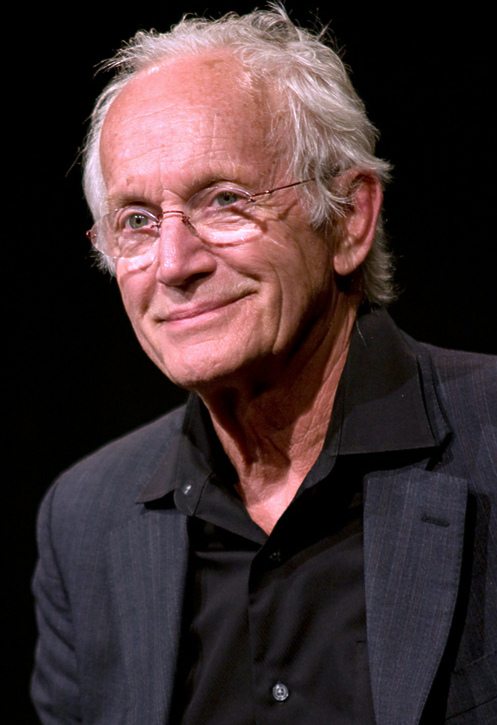
Lance Henriksen a interpretat rolul agentului special FBI Frank Black

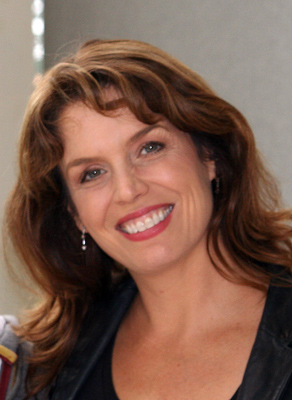
Megan Gallagher a interpretat rolul soției lui Frank, Catherine

### Principale
- Lance Henriksen ca agent special FBI Frank Black (a apărut și în Dosarele  X, sezonul 7)

Frank este un investigator cu abilitatea unică de a vedea prin ochii ucigașilor. Înainte de premiera serialului, Black a părăsit FBI pentru a se alătura unui grup de anchetatori privați cunoscut sub numele de Grupul Millennium. După moartea soției sale în sezonul doi, Black se alătură FBI-ului, plecând din Seattle împreună cu fiica sa.
- Megan Gallagher este Catherine Black, soția lui Frank (sezoanele 1–2, invitată sezonul 3)

Catherine a fost un asistent social clinic care a consiliat victimele crimei și s-a confruntat cu cazuri dificile. Dorind să se sacrifice, a fost infectată cu un virus mortal asociat în mod misterios cu Millennium Group. Catherine apare în „The Sound of Snow”, ca o născocire a imaginației soțului ei. Pentru această apariție, Gallagher a fost creditat ca guest star.
- Klea Scott ca agent special FBI Emma Hollis (sezonul 3)

Hollis este o tânără agentă specială FBI care devine protejata lui Frank în Virginia. Ea se luptă să înțeleagă mintea criminalilor și trebuie să facă față bolii asemănătoare cu Alzheimer a tatălui ei. La sfârșitul serialului, ea se alătură grupului Millennium, spre supărarea lui Frank.

### Secundare
- Terry O'Quinn ca Peter Watts: un membru de rang înalt al Grupului Millennium, care lucrează adesea cu Frank la unele cazuri, deși prietenia lor se dizolvă în sezonul doi, iar el își asumă un rol mai antagonic în sezonul trei.
- Brittany Tiplady ca Jordan Black: Fiica lui Frank și a Catherinei, ea reprezintă lumina în lumea întunecată în care lucrează Frank. Există sugestii de-a lungul seriei că Jordan a moștenit darul special al lui Frank, ceea ce îl deranjează foarte mult. Tiplady reia rolul lui Jordan în episodul din sezonul al șaptelea din The X-Files, intitulat „Millennium”.
- Bill Smitrovich ca Lt. Robert Bletcher (sezonul 1): un detectiv de la omucideri al poliției din Seattle și cel mai bun prieten al lui Frank.
- Stephen J. Lang ca Det. Bob Giebelhouse: detectiv din Seattle cu o viziune cinică asupra umanității și o înclinație privind umorul despre spânzurătoare.
- CCH Pounder ca Cheryl Andrews: un patolog criminalist care lucrează pentru Grupul Millennium.
- Sarah-Jane Redmond ca Lucy Butler: O femeie prezentată ca soția hibristofilă a unui criminal în serie urmărit de Frank, care s-a dezvăluit mai târziu a fi un demon capabil să-și schimbe propria înfățișare.
- Kristen Clok ca Lara Means (sezonul 2): Un inițiat al Grupului Mileniului ca și Frank, al cărui dar se manifestă ca viziuni ale îngerilor. O mare parte din povestea din jurul acestui personaj implică atracgerea înceată în Grup și secretele acestuia.
- Allan Zinyk ca Brian Roedecker (sezonul 2): un vrăjitor al computerelor care a avut o înțelepciune sarcastică în contradicție cu Frank fără de umor.
- Stephen E. Miller ca Andy McClaren (sezonul 3): Asistent director al FBI și vechi prieten și coleg de-al lui Frank din zilele sale la FBI și care a jucat un rol esențial în formarea echipei Emma Hollis cu expertul profiler care s-a întors în zonă la mijlocul lui 1998. El a respins suspiciunile cu privire la Grupul Millennium drept paranoia. Miller a apărut și în episodul pilot al serialului ca (posibil) un alt personaj.
- Peter Outerbridge ca Barry Baldwin (sezonul 3): un agent FBI „depărtat și arogant” care lucrează cu Frank și Emma în mai multe cazuri.

## Episoade

### Sezonul I (1996 – 1997)
| Nr. în serial | Nr. în sezon | Titlu                                   | Regizat de         | Scris de                           | Data difuzării    | Cod de producție | US telespectatori (milioane) |
| ------------- | ------------ | --------------------------------------- | ------------------ | ---------------------------------- | ----------------- | ---------------- | ---------------------------- |
| 1             | 1            | „Pilot”                                 | David Nutter       | Chris Carter                       | 25 octombrie 1996 | 4C79             | 17.72                        |
| 2             | 2            | „Gehenna”                               | David Nutter       | Chris Carter                       | 1 noiembrie 1996  | 4C01             | 7.9                          |
| 3             | 3            | „Dead Letters”                          | Thomas J. Wright   | Glen Morgan & James Wong           | 8 noiembrie 1996  | 4C02             | 7.76                         |
| 4             | 4            | „The Judge”                             | Randall Zisk       | Ted Mann                           | 15 noiembrie 1996 | 4C04             | 7.37                         |
| 5             | 5            | „522666”                                | David Nutter       | Glen Morgan & James Wong           | 22 noiembrie 1996 | 4C05             | 7.76                         |
| 6             | 6            | „Kingdom Come”                          | Winrich Kolbe      | Jorge Zamacona                     | 29 noiembrie 1996 | 4C03             | 7                            |
| 7             | 7            | „Blood Relatives”                       | Jim Charleston     | Chip Johannessen                   | 6 decembrie 1996  | 4C06             | 7.3                          |
| 8             | 8            | „The Well-Worn Lock”                    | Ralph Hemecker     | Chris Carter                       | 20 decembrie 1996 | 4C07             | 6.6                          |
| 9             | 9            | „Wide Open”                             | Jim Charleston     | Charles Holland                    | 3 ianuarie 1997   | 4C08             | 6.7                          |
| 10            | 10           | „The Wild and the Innocent”             | Thomas J. Wright   | Jorge Zamacona                     | 10 ianuarie 1997  | 4C10             | 6.9                          |
| 11            | 11           | „Weeds”                                 | Michael Pattinson  | Frank Spotnitz                     | 24 ianuarie 1997  | 4C09             | 7.37                         |
| 12            | 12           | „Loin Like a Hunting Flame”             | David Nutter       | Ted Mann                           | 31 ianuarie 1997  | 4C11             | 7.76                         |
| 13            | 13           | „Force Majeure”                         | Winrich Kolbe      | Chip Johannessen                   | 7 februarie 1997  | 4C12             | 6.9                          |
| 14            | 14           | „The Thin White Line”                   | Thomas J. Wright   | Glen Morgan & James Wong           | 14 februarie 1997 | 4C13             | 6.6                          |
| 15            | 15           | „Sacrament”                             | Michael W. Watkins | Frank Spotnitz                     | 21 februarie 1997 | 4C14             | 6.81                         |
| 16            | 16           | „Covenant”                              | Roderick J. Pridy  | Robert Moresco                     | 21 martie 1997    | 4C16             | 6.7                          |
| 17            | 17           | „Walkabout”                             | Cliff Bole         | Chip Johannessen & Tim Tankosic    | 28 martie 1997    | 4C15             | 6.1                          |
| 18            | 18           | „Lamentation”                           | Winrich Kolbe      | Chris Carter                       | 18 aprilie 1997   | 4C17             | 6.7                          |
| 19            | 19           | „Puteri, Principate, Tronuri și Domnii” | Thomas J. Wright   | Ted Mann & Harold Rosenthal        | 25 aprilie 1997   | 4C18             | 6.5                          |
| 20            | 20           | „Broken World”                          | Winrich Kolbe      | Robert Moresco & Patrick Harbinson | 2 mai 1997        | 4C19             | 6.6                          |
| 21            | 21           | „Maranatha”                             | Peter Markle       | Chip Johannessen                   | 9 mai 1997        | 4C20             | 6.5                          |
| 22            | 22           | „Paper Dove”                            | Thomas J. Wright   | Ted Mann & Walon Green             | 16 mai 1997       | 4C21             | 6.4                          |

### Sezonul al II-lea (1997 – 1998)
| Nr. în serial | Nr. în sezon | Titlu                           | Regizat de          | Scris de                 | Data difuzării     | Cod de producție | US telespectatori (milioane) |
| ------------- | ------------ | ------------------------------- | ------------------- | ------------------------ | ------------------ | ---------------- | ---------------------------- |
| 23            | 1            | „The Beginning and the End”     | Thomas J. Wright    | Glen Morgan & James Wong | 19 septembrie 1997 | 5C01             | 7.15                         |
| 24            | 2            | „Beware of the Dog”             | Allen Coulter       | Glen Morgan & James Wong | 26 septembrie 1997 | 5C02             | 6.37                         |
| 25            | 3            | „Sense and Antisense”           | Thomas J. Wright    | Chip Johannessen         | 3 octombrie 1997   | 5C03             | 6.59                         |
| 26            | 4            | „Monster”                       | Perry Lang          | Glen Morgan & James Wong | 17 octombrie 1997  | 5C04             | 5.88                         |
| 27            | 5            | „A Single Blade of Grass”       | Rodman Flender      | Erin Maher & Kay Reindl  | 24 octombrie 1997  | 5C05             | 6.57                         |
| 28            | 6            | „The Curse of Frank Black”      | Ralph Hemecker      | Glen Morgan & James Wong | 31 octombrie 1997  | 5C07             | 5.59                         |
| 29            | 7            | „19:19”                         | Thomas J. Wright    | Glen Morgan & James Wong | 7 noiembrie 1997   | 5C06             | 5.98                         |
| 30            | 8            | „The Hand of St. Sebastian”     | Thomas J. Wright    | Glen Morgan & James Wong | 14 noiembrie 1997  | 5C08             | 6.57                         |
| 31            | 9            | „Jose Chung's Doomsday Defense” | Darin Morgan        | Darin Morgan             | 21 noiembrie 1997  | 5C09             | 5.49                         |
| 32            | 10           | „Midnight of the Century”       | Dwight Little       | Kay Reindl & Erin Maher  | 19 decembrie 1997  | 5C11             | 5.19                         |
| 33            | 11           | „Goodbye Charlie”               | Ken Fink            | Richard Whitley          | 9 ianuarie 1998    | 5C10             | 5.49                         |
| 34            | 12           | „Luminary”                      | Thomas J. Wright    | Chip Johannessen         | 23 ianuarie 1998   | 5C12             | 5.59                         |
| 35            | 13           | „The Mikado”                    | Roderick Pridy      | Michael R. Perry         | 6 februarie 1998   | 5C13             | 5.29                         |
| 36            | 14           | „The Pest House”                | Allen Coulter       | Glen Morgan & James Wong | 27 februarie 1998  | 5C14             | 5.59                         |
| 37            | 15           | „Owls”                          | Thomas J. Wright    | Glen Morgan & James Wong | 6 martie 1998      | 5C14             | 5.39                         |
| 38            | 16           | „Roosters”                      | Thomas J. Wright    | Glen Morgan & James Wong | 13 martie 1998     | 5C16             | 5.29                         |
| 39            | 17           | „Siren”                         | Allen Coulter       | Glen Morgan & James Wong | 20 martie 1998     | 5C17             | 5.68                         |
| 40            | 18           | „In Arcadia Ego”                | Thomas J. Wright    | Chip Johannessen         | 3 aprilie 1998     | 5C18             | 5.39                         |
| 41            | 19           | „Anamnesis”                     | John Peter Kousakis | Kay Reindl & Erin Maher  | 17 aprilie 1998    | 5C19             | 5.2                          |
| 42            | 20           | „A Room with No View”           | Thomas J. Wright    | Ken Horton               | 24 aprilie 1998    | 5C20             | 4.7                          |
| 43            | 21           | „Somehow, Satan Got Behind Me”  | Darin Morgan        | Darin Morgan             | 1 mai 1998         | 5C21             | 5.59                         |
| 44            | 22           | „The Fourth Horseman”           | Dwight Little       | Glen Morgan & James Wong | 8 mai 1998         | 5C22             | 4.61                         |
| 45            | 23           | „The Time Is Now”               | Thomas J. Wright    | Glen Morgan & James Wong | 15 mai 1998        | 5C23             | 4.8                          |

### Sezonul al III-lea (1998 – 1999)
| Nr. în serial | Nr. în sezon | Titlu                        | Regizat de       | Scris de                           | Data difuzării    | Cod de producție | US telespectatori (milioane) |
| ------------- | ------------ | ---------------------------- | ---------------- | ---------------------------------- | ----------------- | ---------------- | ---------------------------- |
| 46            | 1            | „The Innocents”              | Thomas J. Wright | Michael Duggan                     | 2 octombrie 1998  | 3ABC01           | 5.17                         |
| 47            | 2            | „Exegesis”                   | Ralph Hemecker   | Chip Johannessen                   | 9 octombrie 1998  | 3ABC02           | 4.47                         |
| 48            | 3            | „TEOTWAWKI”                  | Thomas J. Wright | Chris Carter & Frank Spotnitz      | 16 octombrie 1998 | 3ABC03           | 4.77                         |
| 49            | 4            | „Closure”                    | Daniel Sackheim  | Larry Andries                      | 23 octombrie 1998 | 3ABC04           | 5.07                         |
| 50            | 5            | „...Thirteen Years Later”    | Thomas J. Wright | Michael R. Perry                   | 30 octombrie 1998 | 3ABC05           | 5.37                         |
| 51            | 6            | „Skull and Bones”            | Paul Shapiro     | Chip Johannessen & Ken Horton      | 6 noiembrie 1998  | 3ABC06           | 5.07                         |
| 52            | 7            | „Through a Glass Darkly”     | Thomas J. Wright | Patrick Harbinson                  | 13 noiembrie 1998 | 3ABC07           | 5.07                         |
| 53            | 8            | „Human Essence”              | Thomas J. Wright | Michael Duggan                     | 11 decembrie 1998 | 3ABC09           | 4.37                         |
| 54            | 9            | „Omertà”                     | Paul Shapiro     | Michael R. Perry                   | 18 decembrie 1998 | 3ABC08           | 4.77                         |
| 55            | 10           | „Borrowed Time”              | Dwight Little    | Chip Johannessen                   | 15 ianuarie 1999  | 3ABC10           | 5.27                         |
| 56            | 11           | „Collateral Damage”          | Thomas J. Wright | Michael R. Perry                   | 22 ianuarie 1999  | 3ABC11           | 5.77                         |
| 57            | 12           | „The Sound of Snow”          | Paul Shapiro     | Patrick Harbinson                  | 5 februarie 1999  | 3ABC12           | 4.67                         |
| 58            | 13           | „Antipas”                    | Thomas J. Wright | Chris Carter & Frank Spotnitz      | 12 februarie 1999 | 3ABC13           | 4.57                         |
| 59            | 14           | „Matryoshka”                 | Arthur Forney    | Erin Maher & Kay Reindl            | 19 februarie 1999 | 3ABC14           | 4.57                         |
| 60            | 15           | „Forcing the End”            | Thomas J. Wright | Marjorie David                     | 19 martie 1999    | 3ABC15           | 4.08                         |
| 61            | 16           | „Saturn Dreaming of Mercury” | Paul Shapiro     | Chip Johannessen & Jordan Hawley   | 9 aprilie 1999    | 3ABC16           | 4.17                         |
| 62            | 17           | „Darwin's Eye”               | Ken Fink         | Patrick Harbinson                  | 16 aprilie 1999   | 3ABC18           | 3.68                         |
| 63            | 18           | „Bardo Thodol”               | Thomas J. Wright | Chip Johannessen & Virginia Stock  | 23 aprilie 1999   | 3ABC17           | 3.78                         |
| 64            | 19           | „Seven and One”              | Peter Markle     | Chris Carter & Frank Spotnitz      | 30 aprilie 1999   | 3ABC19           | 3.68                         |
| 65            | 20           | „Nostalgia”                  | Thomas J. Wright | Michael R. Perry                   | 7 mai 1999        | 3ABC20           | 4.47                         |
| 66            | 21           | „Via Dolorosa”               | Paul Shapiro     | Marjorie David & Patrick Harbinson | 14 mai 1999       | 3ABC21           | 4.97                         |
| 67            | 22           | „Goodbye to All That”        | Thomas J. Wright | Ken Horton & Chip Johannessen      | 21 mai 1999       | 3ABC22           | 4.47                         |

## Producție
După succesul lui Chris Carter cu The X-Files, Fox Broadcasting Company l-a întrebat dacă va mai produce un alt serial pentru ei. Avea deja o idee de a crea un serial bazat pe viitorul mileniu al anului 2000, iar această idee a continuat-o. Directorii de la Fox i-au oferit lui Carter un buget de aproape 1,5 milioane de dolari americani pe episod și i-au permis să-și creeze propriul „look” al serialului.

## Lansare și primire
Serialul a atras un grad ridicat de laude din partea criticilor, câștigând un premiu People's Choice pentru „Noul serial TV dramatic preferat” în primul său an.
A câștigat trei premii Canadian Society of Cinematographers (Societatea Canadiană a Cinematografilor).
A fost nominalizat la Premiul Bram Stoker pentru cel mai bun scenariu, dar a pierdut în fața filmului Orașul întunecat.